# Odchylenie wyniku
Odchylenie wyniku – różnica pomiędzy określonym wynikiem w pewnym rozkładzie a średnią arytmetyczną z tego rozkładu. Odchylenia wyników wykorzystywane są do obliczania wariancji.